# 내 마음은 무지
《내 마음은 무지》는 대한민국의 카카오프렌즈 애니메이션이다. 투니버스에서 2023년 4월 1일부터 5월 13일까지 방영했고, 이후 KBS 1TV에서 2024년 2월 17일부터 5월 18일까지 종료했다.

## 방영 일시
| 방송 채널 | 방송일                     | 방송 시간 |
| --------- | -------------------------- | --------- |
| 투니버스  | 2023년 4월 1일 ~ 5월 13일  | 종료      |
| KBS 1TV   | 2024년 2월 17일 ~ 5월 18일 | 종료      |

## 등장인물
Orange Owen and Friends: Tailsa Davis 20th Anniversary (BDMS2022 EDIT IN May 31, 2022)
- Owen Mikey : He wants to run. Birthday is July 25.
- Tailsa Davis(Old: Naomi): Owen's girlfriend, she was good at school. Birthday is March 6.
- Alice Kathryn: The Pure-at-heart Girl, birthday is February 20.
- Hannah Mellow: She wants to eat a food. Birthday is June 27. (Same as Cappuccino)
- Yolanda Eisor: Milky prankster, she does Art Birthday is July 25.
- Taylor Lizbeth: Express faced rock music, Owen's Best Friend, and she makes sure for having fun. Birthday is January 14.
- Diana Carrie: The Kind loving foodie, she is cool. birthday is December 4.
- Quinn Zaryah: Queen Kiddo girl, she is a little princess. she wants to sweet dreams. Birthday is August 9(Same as Azuki).
- Lizzy Marquee: The Choco lover, Birthday is September 25.

Extra Characters
- Cinnamon: A white angel, Birthay is March 15.
- Cappuccino: Lazy good foody, Birthday is June 27. (Same as Hannah)
- Mocha: Fashion Charisma, Birthday is March 15.
- Chiffon: Cinnamon's girlfriend , Sports Twister, birthday is September 21.
- Espresso: A Musical Prince, Birthday is April 5.
- Milk: Baby Milky Kid, Birthday is May 21.
- Corune: Cyan Unicorn
- Poron: Journey girl, Cinnamoroll's French Twitter account in June 2007, Birthday is June 28.
- Azuki: Kansai girl cutie, Birthday is August 9. (Same as Quinn)
- Coco and Nuts: The two brothers, Birthday is July 25. (Same as Owen and Yolanda)
- Lloromannic: The 2 Demon holland, Berry and Cherry is they name., Birthday is October 31.
- micoon: A talkative microphone, Birthday is on January 20.

Yellow Muzi and Friends: Orange Owen and Friends' Rivals
- Muzi: He wants to sleep. Owen's Opposite Version
- Neo: She is so foolish and dumb. Tailsa's Opposite Version.
- Frodo: Prickly, Blunt Talker, Frodo hates you. Alice's Opposite Version
- Apeach: She won't eat. Hannah's opposite version.
- Tube: He is so Unique and bored Yolanda's Opposite Version
- Jay-G: He is so Depressed, Taylor's opposite version
- Hatata-G: She ignore that to things Diana's opposite version.
- Muzzing: She drinks coffee everyday, Quinn's Opposite Version.
- Con: Science Hallucination, Lizzy's Rival

## 목소리 출연
- 이새벽: 무지
- 장예나: 네오
- 김아롱: 프로도
- 강은애: 어피치
- 정유정: 튜브
- 홍소영: 제이지
- 한미리: 하타타지
- 김율: 무찡
- 홍범기: 콘
- 이인성: 튼튼이 선생님
- 정미라: 해설
- 사문영
- 김예림
- 임채헌
- 송하림
- 안영미
- 엄상현
- 신용우

## 제작진
- 손수희(KBS) 고신우, 김지연 - 책임 프로듀서
- 이순주(KBS) - 프로듀서/ 연츌
- KaKao - 원작/기획/제작
- 오서로 - 감독/ 총연출
- 신해강 - 시나리오 작가/각본
- 윤영진 - 제작총괄
- 홍지혜, 최민지 - 제작지원
- 임설아, 강수현 - 기획 프로듀서
- 박지연 - 제작 프로듀서
- 이소원, 배지현 - 라인 프로듀서
- 박문치, 정준구 - 음악
- 정유진 - 아동심리 자문
- 김예빈, 배지현, 이소원, 박예나, 함호진
- 김민지, 길선아, 정하라, 서지형, 김경하
- 류성윤, 안유진, 오서로 - 애니메이션
- OSRO - 애니메이션 제작
- 안아진, 김예빈, 박예나 - 캐릭터디자인
- 박예나 - 미술감독
- 박예나, 오서로, 김민지, 최지아
- 김승원, 김예빈, 고은, 김민주, 이소원 - 콘셉트아트
- 고은, 함호진, 배지현, 김서현 - 클립업/채색
- 오서로, 배지현, 박예나, 이소원- 편집/컴포제팅
- 안유진, 차한결(KBS) - 조연출
- 오서로, 이소원, 안유진, 김민지
- 김예빈, 박예나, 이수정, 김민주, 이혜성 - 연출/애니매틱
- 스튜디오 루머, 소동 제작소 - 제작협력
- 서하윤, 고아라, 김주혁 - 보이스 오버
- 박문치, 허성주,, 윤다혜 - 가창/코러스
- 사운드제작
- 매직스트로베리 사운드 - 음악 제작
- 박문치, 정준구 - 음악 감독
- 박문치, 정준구, 장들레 - 작사/작곡
- 박문치 - 배경음악/믹스
- 정봉길 - 삽입곡/믹스
- 강은구 - 삽입곡 보컬/믹스
- 윤시원 - 음악 지원
- 박문치 - 악기 연주
- 정봉길, 김민석 - 기타/베이스
- 파린슐츠 - 믹싱/편집
- 내 마음은 무지 - 오프닝
- 박문치, 정준구 - 오프닝/엔딩, 작사/작곡
- 이새벽, 장예나, 김아롱, 강은애
- 정유정, 한미리, 박문치(코러스), 홍소영 - 노래
- 허성주, 윤디혜 - 코러스
- 무지개 마음 - 엔딩
- 장들레 - 노래
- 씨아이씨미디어 - 더빙/사운드 포스트 제작
- 조일오 - 사운드 포스트 슈퍼바이저
- 파린슐츠 - 사운드이펙트/믹싱/편집
- 계인선 - 더빙 연출
- 이수은 - 종합편집
- 황은서 - 자막디자인
- 김연재(KBS미디어) - 홈페이지 제작
- Tooniverse 투니버스 -> KBS - 기획
- KaKao - 제작
- KaKao - 배급 제공
- 2023 Kakao Corp All rights reserved. - 저작권

## 방영 목록
| 회차       | 주제                      | 방송 일자       |
| ---------- | ------------------------- | --------------- |
| 1화        | 방울방울 신난다           | 2024년 2월 17일 |
| 1화        | 시금치 싫어               | 2024년 2월 17일 |
| 2화        | 그림자는 무서워           | 2024년 3월 2일  |
| 2화        | 부글부글 화가 나          | 2024년 3월 2일  |
| 3화        | 씻기 싫어                 | 2024년 3월 9일  |
| 3화        | 할머니 보고 싶어요        | 2024년 3월 9일  |
| 4화        | 잠들기 아쉬워             | 2024년 3월 16일 |
| 4화        | 내 생일도 몰라주고 서운해 | 2024년 3월 16일 |
| 5화        | 뿡뿡빵빵 시원해           | 2024년 3월 23일 |
| 5화        | 선생님 고마워요           | 2024년 3월 23일 |
| 6화        | 널 못 만나 섭섭해         | 2024년 3월 30일 |
| 6화        | 마음을 모르겠어           | 2024년 3월 30일 |
| 7화        | 쉬야를 해버렸어, 창피해   | 2024년 4월 6일  |
| 7화        | 내가 더 속상해            | 2024년 4월 6일  |
| 8화        | 왜 이렇게 어려워          | 2024년 4월 13일 |
| 8화        | 시간아 저리가 초조해      | 2024년 4월 13일 |
| 9화        | 말하기 부끄러워           | 2024년 4월 20일 |
| 9화        | 기다리기 지루해           | 2024년 4월 20일 |
| 10화       | 해내면 짜릿해             | 2024년 4월 27일 |
| 10화       | 내가 잘못했어, 미안해     | 2024년 4월 27일 |
| 11화       | 망가질까봐 걱정 돼        | 2024년 5월 4일  |
| 11화       | 고양이가 귀여워           | 2024년 5월 4일  |
| 12화       | 웃어보자 하하하           | 2024년 5월 11일 |
| 12화       | 괜찮아, 괜찮아            | 2024년 5월 11일 |
| 최종화(13) | 무지개 섬을 향해 영차     | 2024년 5월 18일 |
| 최종화(13) | 내 마음은 무지개          | 2024년 5월 18일 |

## 결방 및 편성안내
- 2024년 2월 24일: 2024년 부산 세계탁구선수권대회의 관계로 인해 결방했다.